# UEFAチャンピオンズリーグ 2019-20 決勝
UEFAチャンピオンズリーグ 2019-20 決勝は、UEFAチャンピオンズリーグ 2019-20の決勝戦であり、65回目のUEFAチャンピオンズリーグの決勝戦である。2020年8月23日にポルトガル・リスボンのエスタディオ・ダ・ルスで行われ、バイエルン・ミュンヘンが7年ぶり6回目の優勝を果たした。
バイエルン・ミュンヘンはUEFAヨーロッパリーグ 2019-20王者と対戦する2020 UEFAスーパーカップの出場権の他、UEFAサッカー連盟を代表して、2020年12月にカタールで開催されるFIFAクラブワールドカップ2020の出場権を獲得した。
この試合はヨーロッパでの新型コロナウイルス感染拡大による影響により無観客で開催された。

## 試合前
パリ・サンジェルマンはチャンピオンズカップ・チャンピオンズリーグ通して初めての決勝進出。この試合までに大会通算110試合を戦っており、これは2006年に初めて決勝に勝ち進むまでに90試合を要したアーセナルを抜いて最多記録となる。フランスのチームとしては2004年のモナコ以来16年ぶり7チーム目の決勝だが、優勝したのは1993年のオリンピック・マルセイユのみである。PSG自体は3度目の主要UEFAクラブコンペティションの決勝であり、UEFAカップウィナーズカップ 1995-96で優勝を果たしたものの、連覇を狙った翌年の1997年には準優勝に終わっている。
一方のバイエルン・ミュンヘンはミランと並んで史上2位タイとなる11回目の決勝進出、直近では2013年が最後であり、このときにはアリエン・ロッベンのゴールでボルシア・ドルトムントとの同国対決を制し優勝した。チームは2020年の公式戦28勝1分無敗で目下20連勝中と絶好調であった。また、監督のハンジ・フリックはバイエルンの選手として1987年の決勝に出場しており、史上15人目となる選手・監督の両方で決勝進出を果たした。
この2チームの過去の対戦成績は8試合でPSGの5勝3敗。UEFAチャンピオンズリーグ 2017-18ではグループステージで同組となり2戦ともホームチームが勝利を収めた。
両チームは今シーズンのリーグ戦とカップ戦をともに制しており、この試合がトレブルをかけた戦いとなる。PSGが勝利すればフランスのクラブでは史上初、バイエルンが勝てばバルセロナに次いで2チーム目となる2度目のトレブル達成となる。

### 試合会場

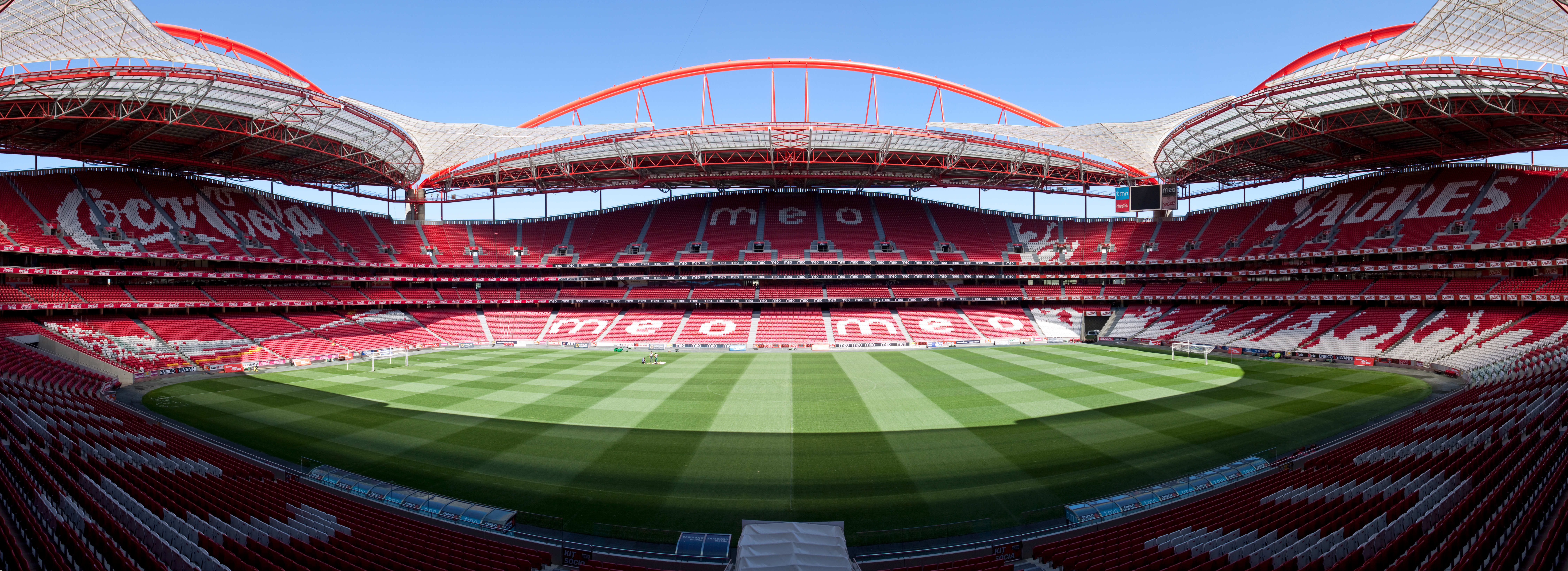
決勝戦の舞台となったエスタディオ・ダ・ルス

今大会の決勝戦の誘致に関心を持つサッカー連盟は2017年9月22日から10月31日の間にそれを表明し、2018年3月1日までに書類を提出することとなっていた。ただし、UEFA EURO 2020の会場となる12連盟は応募できない。2017年11月3日にUEFAによって以下の2つの候補地が公開された。
| 協会       | 都市           | スタジアム                           | 収容能力 | 過去の開催実績 |
| ---------- | -------------- | ------------------------------------ | -------- | -------------- |
| ポルトガル | リスボン       | エスタディオ・ダ・ルス               | 65,647人 | 2014年         |
| トルコ     | イスタンブール | アタテュルク・オリンピヤト・スタドゥ | 76,092人 | 2005年         |

2018年3月24日にキーウで開催されたUEFAの理事会にてアタテュルク・オリンピヤト・スタドゥが選出された。
しかし2020年6月17日、ヨーロッパにおける新型コロナウイルス感染拡大によってフットボールカレンダーが中断した影響で、UEFAは今大会のベスト8以降をポルトガルにおけるワンマッチ集中開催、決勝のスタジアムをエスタディオ・ダ・ルスとすることを決定した。これによってイスタンブールでのファイナルは翌2021年に延期となる。
SLベンフィカの本拠地であるこのスタジアムにおいては、先述の2014年決勝のほかにもUEFA EURO 2004の決勝開催実績がある。

### アンバサダー
イスタンブールで開催予定だった決勝のアンバサダーは元トルコ代表のハミト・アルトゥントップ。バイエルンに所属していた2010年には決勝のスターティングラインナップに名を連ねた経験がある。

## 決勝戦までの道のり
註: 以下のすべての結果は、決勝戦進出2クラブの得点を前に表示している。
| チーム               | 試 | 勝 | 分 | 敗 | 得 | 失 | 差  | 点 |
| -------------------- | -- | -- | -- | -- | -- | -- | --- | -- |
| パリ・サンジェルマン | 6  | 5  | 1  | 0  | 17 | 2  | +15 | 16 |
| レアル・マドリード   | 6  | 3  | 2  | 1  | 14 | 8  | +6  | 11 |
| クラブ・ブルッヘ     | 6  | 0  | 3  | 3  | 4  | 12 | -8  | 3  |
| ガラタサライ         | 6  | 0  | 2  | 4  | 1  | 14 | -13 | 2  |

| チーム                   | 試 | 勝 | 分 | 敗 | 得 | 失 | 差  | 点 |
| ------------------------ | -- | -- | -- | -- | -- | -- | --- | -- |
| バイエルン・ミュンヘン   | 6  | 6  | 0  | 0  | 24 | 5  | +19 | 18 |
| トッテナム・ホットスパー | 6  | 3  | 1  | 2  | 18 | 14 | +4  | 10 |
| オリンピアコス           | 6  | 1  | 1  | 4  | 8  | 14 | -6  | 4  |
| ツルヴェナ・ズヴェズダ   | 6  | 1  | 0  | 5  | 3  | 20 | -17 | 3  |

## 試合

### 審判団
2020年8月20日、UEFAはイタリアサッカー連盟所属の国際審判員であるダニエレ・オルサートを当試合の主審に任命した。UEFAヨーロッパリーグ 2018-19の決勝で第4審判を、2018 FIFAワールドカップの決勝でアシスタントVARを担当した経験がある。副審も同じくイタリアのマンガネッリとジャラティーニ、第4審判はルーマニアのハツェガンが務める。VAR担当はイタリアとスペインから計4名が選出された。

### 試合展開
序盤から両チームがハイプレスを仕掛ける激しい立ち上がりとなり互いにチャンスを生み出す。18分、キリアン・エムバペのパスにネイマールが抜け出しシュートを放つも、マヌエル・ノイアーがセーブした。22分には、アルフォンソ・デイヴィスのクロスを後ろ向きで受けたロベルト・レヴァンドフスキが反転してシュートしたが、ポストに当たってしまった。続いて24分にはアンヘル・ディ・マリアがアンデル・エレーラとの絡みからフィニッシュに持ち込むも枠の上に外れた。その直後、ボアテングが負傷で交代を余儀なくされニクラス・ジューレが交代で途中出場した。前半終了間際にはキングスレイ・コマンが左サイドを突破しペナルティエリア内に侵入したところでティロ・ケーラーに倒されたがノーファールの判定だった。前半をスコアレスで折り返す。
59分、セルジュ・ニャブリ、トーマス・ミュラーと繋いだパスを受けたヨシュア・キミッヒがクロスを上げると、大外から飛び込んできたコマンがヘディングで合わせて先制ゴールを挙げた。劣勢に立たされたPSGは立て続けにヴェッラッティとユリアン・ドラクスラーを投入して中盤の攻撃力を高めるもなかなかフィニッシュまで持ち込めず、80分にはエリック・マキシム・シュポ＝モティングを投入したが、ゴールは挙げられず、試合終了。バイエルンがPSGを1-0で破り、7年ぶり6度目の優勝を達成した。

### 概要
| 2020年8月23日 20:00 (WEST) |

| パリ・サンジェルマン | 0 - 1    | バイエルン・ミュンヘン |
|                      | レポート | コマン 59分            |

| エスタディオ・ダ・ルス, リスボン 観客数: 0人 主審: ダニエレ・オルサート |

| PSG | バイエルン |

| GK                 | 1  | ケイロル・ナバス                       |      |      |
| RB                 | 4  | ティロ・ケーラー                       |      |      |
| CB                 | 2  | チアゴ・シウヴァ                       | 83分 |      |
| CB                 | 3  | プレスネル・キンペンベ                 |      |      |
| LB                 | 14 | フアン・ベルナト                       |      | 80分 |
| CM                 | 21 | アンデル・エレーラ                     |      | 72分 |
| CM                 | 5  | マルキーニョス                         |      |      |
| CM                 | 8  | レアンドロ・パレデス                   | 52分 | 65分 |
| RW                 | 11 | アンヘル・ディ・マリア                 |      | 80分 |
| CF                 | 7  | キリアン・エムバペ                     |      |      |
| LW                 | 10 | ネイマール                             | 81分 |      |
| 控え               |    |                                        |      |      |
| GK                 | 16 | セルヒオ・リコ                         |      |      |
| GK                 | 30 | マルシン・ブルカ                       |      |      |
| DF                 | 20 | レイヴァン・クルザワ                   | 86分 | 80分 |
| DF                 | 22 | アブドゥ・ディアロ                     |      |      |
| DF                 | 25 | ミッチェル・バッケル                   |      |      |
| DF                 | 31 | コラン・ダグバ                         |      |      |
| MF                 | 6  | マルコ・ヴェッラッティ                 |      | 65分 |
| MF                 | 19 | パブロ・サラビア                       |      |      |
| MF                 | 23 | ユリアン・ドラクスラー                 |      | 72分 |
| MF                 | 27 | イドリッサ・ゲイェ                     |      |      |
| FW                 | 17 | エリック・マキシム・シュポ＝モティング |      | 80分 |
| FW                 | 18 | マウロ・イカルディ                     |      |      |
| 監督               |    |                                        |      |      |
| トーマス・トゥヘル |    |                                        |      |      |

| GK               | 1  | マヌエル・ノイアー         |        |      |
| RB               | 32 | ヨシュア・キミッヒ         |        |      |
| CB               | 17 | ジェローム・ボアテング     |        | 25分 |
| CB               | 27 | ダヴィド・アラバ           |        |      |
| LB               | 19 | アルフォンソ・デイヴィス   | 28分   |      |
| CM               | 6  | チアゴ・アルカンタラ       |        | 86分 |
| CM               | 18 | レオン・ゴレツカ           |        |      |
| RW               | 22 | セルジュ・ニャブリ         | 52分   | 68分 |
| AM               | 25 | トーマス・ミュラー         | 90+4分 |      |
| LW               | 29 | キングスレイ・コマン       |        | 68分 |
| CF               | 9  | ロベルト・レヴァンドフスキ |        |      |
| 控え             |    |                            |        |      |
| GK               | 22 | スヴェン・ウルライヒ       |        |      |
| GK               | 39 | ロン＝トルベン・ホフマン   |        |      |
| DF               | 2  | アルバロ・オドリオソラ     |        |      |
| DF               | 4  | ニクラス・ジューレ         | 56分   | 25分 |
| DF               | 5  | バンジャマン・パヴァール   |        |      |
| DF               | 21 | リュカ・エルナンデス       |        |      |
| MF               | 8  | ハビ・マルティネス         |        |      |
| MF               | 10 | フィリペ・コウチーニョ     |        | 68分 |
| MF               | 11 | ミケール・キュイザンス     |        |      |
| MF               | 14 | イヴァン・ペリシッチ       |        | 68分 |
| MF               | 24 | コランタン・トリッソ       |        | 86分 |
| FW               | 35 | ジョシュア・ザークツィー   |        |      |
| 監督             |    |                            |        |      |
| ハンジ・フリック |    |                            |        |      |

| UEFA選出マン・オブ・ザ・マッチ キングスレイ・コマン 副審 ロレンツォ・マンガネッリ アレッサンドロ・ジャッラティーニ 第4審判 オヴィディウ・ハツェガン VAR マッシミリアーノ・イッラーティ VARアシスタント マルコ・グイーダ オフサイドVAR ロベルト・ディアス・ペレス VARサポート アレハンドロ・エルナンデス・エルナンデス | 試合ルール - 試合時間は90分。 - 90分終了後同点の場合、30分の延長戦が行われる。 - 120分終了後同点の場合、PK戦で勝敗が決定される。 - 控えは12名。 - ハーフタイムを除いた最大3回のタイミングで最高5人まで交代可能。ただし延長戦に入った場合は追加で1人可能。 |

### 統計
|                | PSG | バイエルン |
| -------------- | --- | ---------- |
| 得点           | 0   | 0          |
| シュート       | 6   | 5          |
| 枠内シュート   | 2   | 1          |
| セーブ         | 1   | 2          |
| ボール支配率   | 38% | 62%        |
| コーナーキック | 2   | 2          |
| ファウル       | 8   | 9          |
| オフサイド     | 1   | 0          |
| イエローカード | 0   | 1          |
| レッドカード   | 0   | 0          |

|                | PSG | バイエルン |
| -------------- | --- | ---------- |
| 得点           | 0   | 1          |
| シュート       | 2   | 7          |
| 枠内シュート   | 1   | 1          |
| セーブ         | 0   | 1          |
| ボール支配率   | 40% | 60%        |
| コーナーキック | 2   | 2          |
| ファウル       | 8   | 13         |
| オフサイド     | 1   | 1          |
| イエローカード | 4   | 3          |
| レットカード   | 0   | 0          |

|                | PSG | バイエルン |
| -------------- | --- | ---------- |
| ゴール         | 0   | 1          |
| シュート       | 8   | 12         |
| 枠内シュート   | 3   | 2          |
| セーブ         | 1   | 3          |
| ボール支配率   | 39% | 61%        |
| コーナーキック | 4   | 4          |
| ファウル       | 16  | 22         |
| オフサイド     | 2   | 1          |
| イエローカード | 4   | 4          |
| レッドカード   | 0   | 0          |

## 試合後
- 優勝したバイエルンは前述の通り2013年以来7年ぶり2度目のトレブルを達成。トレブルの複数回達成はヨーロッパではバルセロナ(2008-09、2014-15)以来史上2クラブ目となる。
- バイエルンは今大会、グループステージから11戦全勝での優勝を達成した[20]。これは前身のチャンピオンズカップを含めても史上初である。同時にCLでの連勝記録(11)を更新することになった(それまでは2014-15シーズンのレアル・マドリードで10連勝)[21]。
- 決勝で1得点を挙げたバイエルンは今季CLでの得点数を43とし、試合数が例年より少ないながら歴代2位につけた。1試合あたり平均得点数は「3.91」で歴代最多となる[注釈 2]。
- 優勝したバイエルン監督ハンジ・フリックはシーズン途中就任ながらチームをCL制覇に導いた史上4人目の監督となった。過去にはビセンテ・デル・ボスケ(レアル・マドリード: 1999-2000)、ロベルト・ディ・マッテオ(チェルシー: 2011-12)、ジネディーヌ・ジダン(レアル・マドリード: 2015-16)が達成しているがいずれもトレブルには至っておらず、途中就任からのトレブルは史上初となる。
- マン・オブ・ザ・マッチには決勝点を挙げたバイエルンFWキングスレイ・コマンが選出された[1]。フランス人がCL決勝のMOMに選出されるのは2002年のジネディーヌ・ジダン以来18年ぶり。
- バイエルンDFアルフォンソ・デイヴィスはカナダ人として初めてCL優勝を経験した選手となった[22]。

## 日本における中継
昨シーズンから引き続きDAZNによる独占生中継が行われた。
- DAZN
  - 解説 : 戸田和幸
  - 実況 : 下田恒幸